# ハイパーピクナル流
ハイパーピクナル流（ハイパーピクナルりゅう、英：Hyperpycnal flow）は、持続時間の長い安定した混濁流。 洪水の発生時に河口から海へ濁った水が放出されて発生する。堆積順序や堆積の様式が通常と異なる異常タービダイトの形成を説明するために提唱されており、地層学的意義が大きい。

## 発生機構
河川水が海に流出する際の形態は、ハイポピクナル流（海水よりも河川水の密度が小さい）・ホモピクナル流（海水と河川水の密度が等しい）・ハイパーピクナル流の3つに分類される。ハイパーピクナル流は海水よりも河川水の密度が大きい場合に発生する。多様な溶質が溶解している海水の方が淡水よりも密度が高いことが一般的であるが、高密度の混濁流であればハイパーピクナル流を生じさせられることになる。なお、ハイポピクナル流であっても、温度差・塩分差・堆積物濃度差による対流が同時に発生して対流不安定の状態に陥り、二次的にハイパーピクナル流が生じることもある。
Mulder and Syvitski (1995) では、ハイパーピクナル流が発生するための最低限の堆積物濃度（臨界堆積物濃度）は 36 - 42 kg/cm^3であるとされた。対流不安定による二次的なハイパーピクナル流の発生を加味した Parsons et al. (2001) では、臨界堆積物濃度はMulder and Syvitski (1995) の見積もりを大きく下回る1 kg/cm^3とされている。
流れ込んだハイパーピクナル流は、懸濁粒子が沈降するにつれて、流れを生み出している淡水と周囲の海水との密度差が失われ、やがて逆転する。すなわち、粒子を失って密度の小さくなった淡水が浮力を得て、海水中を浮揚するのである。こうしてハイパーピクナル流は終わりを迎える。

## 特徴
ハイパーピクナル流は準定常的な流れであり、数日から数週間もの間持続すると推定されている。流量変化はサージ型混濁流と比べ穏やかで、徐々に増大した後に1回あるいは複数解のピークを迎えて徐々に減衰する。また、流れている間に規則的な流速の変化が生じるが、これはハイパーピクナル流とそれ以外の水塊との間で密度境界層が生じ、内部流が発生するためである。
内部流の発生により、ハイパーピクナル流に起因する堆積層は塊状部と葉理部（平行葉理とクライミングリップル葉理）の相互層や、砂と粘土（シルト）の相互層が見られると推測される。ある単層についてハイパーピクナル流堆積物（ハイパーピクナイト）を認めるための有力な特徴には以下の5つがあるが、これらが必要十分条件であるわけではない。
1. 逆級化で始まって正級化で終わる。
2. 内部侵食面を含む。
3. 細粒部と粗粒部、ないしトラクション構造と塊状部の互層をなしている。
4. 層が沖で急激に薄くなる。
5. 陸上に起源をもつ植物片を含む。

ハイパーピクナル流は流化するにつれて先端部が減速し、先端に比べて流速の大きい後部が追い付くため、追いつかれたハイパーピクナル流によるハイパーピクナイトは級化層しか持たないと考えられている。この場合、サージ型タービダイトとハイパーピクナイトは区別ができないことになる。

## 例
Mulder and Syvitski (1995) の推定では世界の147河川のうち81の河川において100年に1回、Parsons et al. (2001) の推定では61の河川において毎年、ハイパーピクナル流が発生している。実際に、アメリカ合衆国カリフォルニア州を流れるサリナス川では12年間に4回のハイパーピクナル流が確認されている。
南極大陸のカンブリア系のスターショット層では、波浪作用を示す構造の他に級化層理が確認されており、傾斜の緩い陸棚で発生した混濁流のメカニズムとしてハイパーピクナル流が候補に挙がっている。日本でも新潟県・富山県や千葉県からハイパーピクナイトが報告されている。